# Krasnojary (Kraj Ałtajski)
Krasnojary (ros. Краснояры) – wieś (sieło) w Rosji, w Kraju Ałtajskim, w rejonie troickim. W 2010 liczyła 758 mieszkańców.